# 정윤의
정윤의(鄭允宜)는 정배걸의 7세손으로 벼슬이 봉익대부(奉翊大夫)에 이르렀다.

## 신증동국여지승람
정윤의(鄭允宜) : 배걸의 7세 손이다. 벼슬이 봉익대부(奉翊大夫)에 이르렀다. 충경왕(忠敬王) 무진년 과거에 둘째에 합격하였다.

## 이인복묘지명
문열공(文烈公;이조년)은 나이가 약관(弱冠)이 되기도 전에 풍채가 준수하고 기상이 늠름하였다. 그래서 초계(草溪) 정윤의(鄭允宜)가 부사(府使)로 부임했을 적에 공을 한 번 보자마자 비범한 인재임을 알아채고는 자기의 딸을 공에게 시집보내기까지 한 것이었다. 그런데 과연 얼마 지나지 않아서 과거에 급제하여 벼슬길에 오른 뒤로 명성이 날이 갈수록 중해졌다.(이하 생략, 이인복은 문열공 이조년의 아들이다)

## 한시작가작품사전
정윤의(鄭允宜) : 고려 충숙왕 때 문관. 본관 草溪(초계). 충렬왕 때 문과 급제하여 密直提學(밀직제학)을 역임했다.이 작가의 작품은 아래와 같다.
- 서강성현사

| “ | 書江城縣舍(서강성현사;강성현의 관사에서 글을 쓰다) 凌晨走馬入孤城(능신주마입고성)-이른 새벽 말을 달려 외로운 성에 드니, 籬落無人杏子成(이락무인행자성)-울타리 곁에 사람은 없는데 살구는 달렸구나. 布穀不知王事急(포곡부지왕사급)-뻐꾸기는 나랏일 급한 줄도 모르면서, 傍林終日勸春耕(방림종일권춘경)-온종일 숲 곁에서 봄 밭갈이 하라고만 권하네 | ” |

어구(語句)
江城縣 : 경상상남도 山淸郡(산청군)의 옛 이름. 신라 때 闕支郡(궐지군)으로 고려 초에 강성현으로 고쳤고, 1914년 산청군이 되었음
縣舍 : 고을의 官舍(관사)
凌晨 : 호된 새벽. 이른 새벽
籬落 : 울타리
杏子 : 살구
布穀 : 뻐꾸기. 포곡조. 郭公鳥(곽공조). 看蠶看火鳥(간잠간화조). ‘포곡, 곽공, 간잠간화’는 모두 뻐꾸기가 우는 소리를 擬聲(의성)한 말임
王事 : 왕이 하는 일 조정의 사무
春耕 : 봄의 논밭갈이
감상(鑑賞)
산골 고을 강성현 관사의 벽에 지어 쓴 시 같다. ‘이른 새벽에 외딴 성 같은 강성의 고을 현사에 오니, 인적은 없고 살구만 달려 있다. 뻐꾸기는 나라의 할 일 많은 줄도 모르면서 숲에서 종일토록 빨리 밭을 갈아 곡식을 심으라고 포곡포곡 하고 울고 있다.’는 것이다. 한적하고도 평화로운 시골 풍경이 연상되는 좋은 시로, 뻐꾸기 울음소리를 의성화하여 농사철임을 여실히 포착했다.

## 같이 보기
- 정배걸
- 이조년
- 이인복